# Edhem Vikalo
Edhem Vikalo (* 21. Januar 2002) ist ein bosnischer Leichtathlet, der sich auf den Sprint spezialisiert hat.

## Sportliche Laufbahn
Erste internationale Erfahrungen sammelte Edhem Vikalo im Jahr 2020, als er bei den U20-Balkan-Meisterschaften in Istanbul in 10,91 s den siebten Platz im 100-Meter-Lauf belegte und über 200 Meter mit 22,92 s auf Rang elf gelangte. Im Jahr darauf schied er bei den U20-Balkan-Hallenmeisterschaften in Sofia mit 7,09 s in der Vorrunde im 60-Meter-Lauf aus und im Juni gelangte er bei den U20-Balkan-Meisterschaften in Istanbul mit 10,74 s auf den fünften Platz über 100 Meter und entschied im 200-Meter-Lauf in 22,58 s den C-Lauf für sich. Anschließend wurde er bei den Balkan-Meisterschaften in Smederevo in 22,57 s Neunter über 200 Meter und kam mit der bosnischen 4-mal-100-Meter-Staffel nicht ins Ziel. 2022 verpasste er bei den Balkan-Hallenmeisterschaften in Istanbul mit 6,82 s den Finaleinzug über 60 Meter und auch bei den Freiluftmeisterschaften in Craiova kam er mit 10,91 s nicht über den Vorlauf über 100 Meter hinaus. Zudem belegte er mit der Staffel in 41,22 s den siebten Platz. Anschließend schied er bei den Mittelmeerspielen in Oran mit 10,64 s in der ersten Runde über 100 Meter aus. Im Jahr darauf gewann er bei den U23-Mittelmeer-Hallenmeisterschaften in Valencia mit neuem Landesrekord von 6,73 s die Silbermedaille über 60 Meter hinter dem Franzosen William Aguessy. Im Juni wurde er bei der 3. Liga der Team-Europameisterschaft im Rahmen der Europaspiele in Chorzów in 10,84 s Siebter über 100 Meter und gelangte über 200 Meter mit 22,54 s auf den vierten Platz im B-Lauf. Zudem wurde er mit der Staffel in 41,64 s Vierter. Anschließend verpasste er bei den Balkan-Meisterschaften in Kraljevo mit 10,71 s den Finaleinzug über 100 Meter. 2024 schied er bei den Balkan-Hallenmeisterschaften in Istanbul mit 6,95 s im Vorlauf über 60 Meter aus. Ende Mai verpasste er bei den Freiluft-Balkan-Meisterschaften in Izmir mit 11,10 s den Finaleinzug über 100 Meter und belegte mit der 4-mal-400-Meter-Staffel in 3:20,82 min den sechsten Platz. Im Jahr darauf verpasste er bei den Balkan-Hallenmeisterschaften in Belgrad mit 6,88 s den Finaleinzug. Ende Juni wurde er bei der 3. Liga der Team-Europameisterschaft in Maribor in 10,83 s Vierter im A-Lauf über 100 Meter und kam mit der 4-mal-100-Meter-Staffel nicht ins Ziel. Anschließend schied er bei den Balkan-Meisterschaften in Volos mit 10,88 s im Vorlauf über 100 Meter aus.
In den Jahren 2023 und 2025 wurde Vikalo bosnischer Meister im 100-Meter-Lauf sowie 2022 und 2025 Hallenmeister im 60-Meter-Lauf.

## Persönliche Bestleistungen
- 100 Meter: 10,64 s (−0,6 m/s), 24. Juni 2022 in Zenica
  - 60 Meter (Halle): 6,73 s, 22. Januar 2023 in Valencia (bosnischer Rekord)
- 200 Meter: 22,30 s (+0,1 m/s), 25. Juni 2022 in Zenica